# Вирџина (филм)
Вирџина је југословенски филм из 1991. Режију и сценарио потписује Срђан Карановић.
Сниман је у селу Полача код Книна. Вирџине су постојале у Албанији, Далмацији и Црној Гори.
Југословенска кинотека је најавила да је у сарадњи са А1 и Центар филмом дигитално обновила овај филм. Премијера је одржана 20. новембра 2024 године.

## Радња
Радња филма се одвија крајем 19. века, у једном забитном селу Книнске крајине. Породице без мушког потомства сматране су уклетим и осуђеним на пропаст. Да би се спасле проклетства, те породице су једно од женске деце проглашавале „вирџином”, тј. мушкарцем, скривајући истину као породичну тајну. Филм прати причу једне такве породице.
Тако и Тимотије, поглавар своје породице, одлучи да његова најмлађа кћи постане вирџина именом Стеван. Девојчица расте као дечак, од првих корака навикавана да поништи све женско у себи. Но, кад уђе у прво дјевојаштво заљуби се у младића...

## Улоге
| Глумац                 | Улога             |
| ---------------------- | ----------------- |
| Марта Келер            | Стеван            |
| Миодраг Кривокапић     | Тимотије          |
| Ина Гогалова Маројевић | Достана           |
| Слободан Миловановић   | Паун              |
| Игор Бјелан            | Мијат             |
| Слађана Бебић          | Анђа              |
| Андријана Виденовић    | Лаура             |
| Нада Гачешић           | Ранка             |
| Вјенцеслав Капурал     | Јосип             |
| Марија Прскало         | најстарија сестра |
| Мирко Влаховић         | момак             |

## Награде
- Филм је 1991. године добио награду за најбољи сценарио на Фестивалу филмског сценарија у Врњачкој Бањи.[2][8]
- Марта Келер је за улогу Стевана, добила награду Европске филмске Академије (Феликс) за најбољу споредну улогу.[2][9]
- Ниш 91'

1. Цар Константин, 1. награда за главну мушку улогу Миодрагу Кривокапићу[2][10]
2. Награда Ини Гогаловој за дебитантску улогу[2][10]

- Битољ 91' - Златна плакета за камеру[2]

## Културно добро
Југословенска кинотека је, у складу са својим овлашћењима на основу Закона о културним добрима, 28. децембра 2016. године прогласила сто српских играних филмова (1911–1999) за културно добро од великог значаја. На тој листи се налази и филм Вирџина.